# Базаровка (Житомирская область)
Базаровка (укр. Базарівка) — село на Украине, находится в Овручском районе Житомирской области.
Код КОАТУУ — 1824282202. Население по переписи 2001 года составляет 64 человека. Почтовый индекс — 11156. Телефонный код — 4148. Занимает площадь 2,15 км².

## Адрес местного совета
11156, Житомирская область, Овручский р-н, с. Гошев